# Edward Kanigowski
Edward Kanigowski (ur. 2 kwietnia 1900 w Warszawie, zm. 29 kwietnia 1965 tamże) – polski działacz robotniczy.

## Życiorys
Pochodził z rodziny robotniczej, od dziewiątego roku życia pracował jako goniec, od trzynastego w fabryce obuwia braci Reicher. Został wybrany na delegata robotników młodocianych Związku Zawodowego Pracowników Przemysłu Skórzanego i Pokrewnych. Po wybuchu I wojny światowej został wysłany na front rosyjski, gdzie kopał okopy. Ze względu na bardzo zły stan zdrowia w 1915 został umieszczony w schronisku dla małoletnich Towarzystwa Pomocy Ofiarom Wojny w Mińsku, uczęszczał tam do szkoły. W maju 1918 wrócił do Warszawy, a następnie znalazł pracę przy budowie linii kolejowej Warszawa-Nasielsk, gdzie uległ poważnemu wypadkowi. W 1920 został zmobilizowany do wojska, ale już po trzech miesiącach przeniesiono go do rezerwy ze względu na stan zdrowia. Pracował w Banku Zachodnim, w Warszawskiej Cynkowni, a następnie przy budowie lotniska na Okęciu. W 1925 wstąpił do Komunistycznej Partii Polski, uczestniczył w manifestacjach antyrządowych, kolportował prasę robotniczą, ulotki i odezwy. Należał do organizatorów Związku Zawodowego Brukarzy i Pracowników Ziemnych. W sierpniu 1939 został zmobilizowany, walczył pod Stoczkiem, gdzie dostał się do niewoli. W grudniu 1939 został zwolniony, od 1940 należał do Stowarzyszenia Przyjaciół ZSRR, agitował wśród żołnierzy Ostlegionen namawiając do dezercji. W lipcu 1944 został aresztowany i skierowany do obozu pracy w Rembertowie. Po zakończeniu wojny uczestniczył w organizowaniu organów władzy w gminie Sulejówek, w 1946 ukończył Wojewódzką Szkołę Partyjną PPR w Konstancinie, a następnie pracował w Warszawskim Komitecie Wojewódzkim PPR i PZPR. Od 1959 przebywał na rencie. Odznaczony Krzyżem Kawalerskim Orderu Odrodzenia Polski. 